# Базарщина (заповідне урочище)
База́рщина — заповідне урочище місцевого значення в Україні. Розташоване в межах Борзнянського району Чернігівської області, на північ і північний схід від села Забілівщина. 
Площа 251 га. Статус присвоєно згідно з рішенням Чернігвського облвиконкому від 27.04.1964 року № 236; від 10.06.1972 року № 303; від 29.07.1975 року № 319; від 27.12.1984 року № 454; від 28.08.1989 року № 164. Перебуває у віданні ДП «Борзнянське лісове господарство» (Борзнянське л-во, кв. 84, 85, 91, 92). 
Статус присвоєно для збереження двох частин лісового масиву.  Це високопродуктивний листяний, переважно липово-дубовий, ліс віком 50 – 60 років з окремими посадками видів інтродуцентів (горіх маньчжурський). 
У добре вираженому підліску переважає ліщина звичайна з домішками бруслини європейської, крушини ламкої. В трав'яному ярусі домінантами виступають яглиця звичайна, осока волосиста, конвалія звичайна, зірочник ланцетолистий. Флористичне ядро складають типові неморальні види, зокрема копитняк європейський, куцоніжка лісова, розхідник шорсткий, медунка темна, просянка розлога, перлівка поникла, зірочник ланцетолистий, осока пальчата.